# 724

## Nașteri
- dată necunoscută: Ibn al-Muqaffa'  (d. 756)